# Női 200 méteres mellúszás a 2011. évi nyári európai ifjúsági olimpiai fesztiválon
A Trabzonban rendezett 2011. évi nyári európai ifjúsági olimpiai fesztiválon az úszó versenyszámok közül a női 200 méteres mellúszást  július 25-én rendezték.

## Előfutamok
| H   | F | Név                     | Nemzet             | E       | Mj  |
| --- | - | ----------------------- | ------------------ | ------- | --- |
| 1.  | 2 | Margarethe T. Hummel    | Németország        | 2:36.68 | QA  |
| 2.  | 2 | Sandra Garcia           | Spanyolország      | 2:37.59 | QA  |
| 3.  | 3 | Sophie Hansson          | Svédország         | 2:38.86 | QA  |
| 4.  | 3 | Lota Zala Gomezelj      | Szlovénia          | 2:39.16 | QA  |
| 5.  | 1 | Jessie Foster           | Egyesült Királyság | 2:39.62 | QA  |
| 6.  | 1 | Jowita Sienczyk         | Lengyelország      | 2:39.75 | QA  |
| 7.  | 3 | Janik Dorottya          | Magyarország       | 2:39.91 | QA  |
| 8.  | 2 | Anna Ganus              | Oroszország        | 2:40.26 | QA  |
| 9.  | 3 | Silvia Guerra           | Olaszország        | 2:40.46 | QB  |
| 10. | 1 | Varvara Siaterli        | Görögország        | 2:40.49 | QB  |
| 11. | 1 | Anastasiya Malyavina    | Ukrajna            | 2:40.85 | QB  |
| 12. | 2 | Ecem Donmez             | Törökország        | 2:43.51 | QB  |
| 13. | 2 | Thea Schulze            | Dánia              | 2:43.82 | QB  |
| 14. | 1 | Olof Edda Edvardsdottir | Izland             | 2:45.25 | QB  |
| 15. | 2 | Aleksandra Crevar       | Szerbia            | 2:45.43 | QB  |
| 16. | 1 | Andrea Podmanikova      | Szlovákia          | 2:46.01 | QB  |
| 17. | 2 | Lotta Jacobson          | Finnország         | 2:46.66 |     |
| 18. | 3 | Maria-Ines Haldemann    | Svájc              | 2:47.09 |     |
| 19. | 3 | Vineta Mezaraupe        | Lettország         | 2:48.43 |     |
| 20. | 3 | Irina Semenenco         | Moldova            | 2:50.39 |     |
| 21. | 3 | Alina Zmushka           | Fehéroroszország   | 2:51.08 |     |
| 22. | 1 | Irene Chrysostomou      | Ciprus             | 2:51.51 |     |
| 23. | 1 | Marija Letunova         | Észtország         | 2:54.91 |     |
| -   | 2 | Vikte Labanauskaite     | Litvánia           | -       | DSQ |

## Döntő
| A döntő | A döntő                 | A döntő            | A döntő | A döntő |
| H       | Név                     | Nemzet             | E       | Mj      |
| ------- | ----------------------- | ------------------ | ------- | ------- |
| Arany   | Anna Ganus              | Oroszország        | 2:32.43 |         |
| Ezüst   | Margarethe T. Hummel    | Németország        | 2:35.70 |         |
| Bronz   | Sandra Garcia           | Spanyolország      | 2:36.21 |         |
| 4       | Janik Dorottya          | Magyarország       | 2:37.44 |         |
| 5       | Jowita Sienczyk         | Lengyelország      | 2:37.72 |         |
| 6       | Sophie Hansson          | Svédország         | 2:39.22 |         |
| 7       | Lota Zala Gomezelj      | Szlovénia          | 2:39.30 |         |
| 8       | Jessie Foster           | Egyesült Királyság | 2:40.84 |         |
| B döntő |                         |                    |         |         |
| H       | Név                     | Nemzet             | E       | Mj      |
| 1       | Anastasiya Malyavina    | Ukrajna            | 2:36.40 |         |
| 2       | Varvara Siaterli        | Görögország        | 2:41.70 |         |
| 3       | Ecem Donmez             | Törökország        | 2:42.70 |         |
| 4       | Thea Schulze            | Dánia              | 2:42.74 |         |
| 5       | Silvia Guerra           | Olaszország        | 2:43.22 |         |
| 6       | Andrea Podmanikova      | Szlovákia          | 2:43.38 |         |
| 7       | Olof Edda Edvardsdottir | Izland             | 2:43.61 |         |
| 8       | Aleksandra Crevar       | Szerbia            | 2:49.29 |         |